# Lyneham (Oxfordshire)
Lyneham is een civil parish in het bestuurlijke gebied West Oxfordshire, in het Engelse graafschap Oxfordshire met 153 inwoners.